# 2. dragonski polk (Avstro-Ogrska)
Za druge 2. polke glejte 2. polk.
2. dragonski polk je bil konjeniški polk avstro-ogrske skupne vojske.

## Zgodovina
Polk je bil ustanovljen leta 1672. 

### Prva svetovna vojna
Polkovna narodnostna sestava leta 1914 je bila sledeča: 61% Čehov, 26% Nemcev in 13% drugih.
Naborni okraj polka je bil v Pragi, pri čemer so bile polkovne enote garnizirane sledeče: Tarnopol (štab), Czortkow (I. divizion) in Terebovlia (II. divizion).

## Poveljniki polka
- 1859: Albert Bülow von Wendhausen[5]
- 1865: August Bellegarde[6]
- 1879: Wenzel Festetics de Tolna[7]
- 1908: Adam von Pietraszkiewicz[8]
- 1914: ?[9]